# Circondario di Siena
Il circondario di Siena era uno dei circondari in cui era suddivisa l'omonima provincia.

## Storia
Il circondario di Siena venne istituito nel 1860.
Venne soppresso nel 1927 come tutti i circondari italiani.

## Geografia antropica

### Suddivisioni amministrative
Nel 1863, la composizione del circondario era la seguente:
- mandamento I di Asciano
  - comuni di Asciano; Rapolano; San Giovanni d'Asso
- mandamento II di Buonconvento
  - comuni di Buonconvento; Monteroni d'Arbia; Murlo
- mandamento III di Casole d'Elsa
  - comune di Casole d'Elsa
- mandamento IV di Castelnuovo della Berardenga
  - comune di Castelnuovo della Berardenga
- mandamento V di Chiusdino
  - comune di Chiusdino
- mandamento VI di Colle di Val d'Elsa
  - comune di Colle di Val d'Elsa
- mandamento VII di Montalcino
  - comune di Montalcino
- mandamento VIII di Monticiano
  - comune di Monticiano
- mandamento IX di Poggibonsi
  - comune di Poggibonsi
- mandamento X di Radda
  - comuni di Castellina in Chianti; Gaiole; Radda
- mandamento XI di Radicondoli
  - comune di Radicondoli
- mandamento XII di San Gimignano
  - comune di San Gimignano
- mandamento XIII di Siena
  - comuni di Masse di Città; Masse San Martino; Siena
- mandamento XIV di Sovicille
  - comuni di Monteriggioni; Sovicille